# Jaszkowa Górna (gromada)
Jaszkowa Górna – dawna gromada, czyli najmniejsza jednostka podziału terytorialnego Polskiej Rzeczypospolitej Ludowej w latach 1954–1972.
Gromady, z gromadzkimi radami narodowymi (GRN) jako organami władzy najniższego stopnia na wsi, funkcjonowały od reformy reorganizującej administrację wiejską przeprowadzonej jesienią 1954 do momentu ich zniesienia z dniem 1 stycznia 1973, tym samym wypierając organizację gminną w latach 1954–1972.
Gromadę Jaszkowa Górna z siedzibą GRN w Jaszkowej Górnej utworzono – jako jedną z 8759 gromad na obszarze Polski – w powiecie kłodzkim w woj. wrocławskim, na mocy uchwały nr 17/54 WRN we Wrocławiu z dnia 2 października 1954. W skład jednostki weszły obszary dotychczasowych gromad Jaszkowa Górna, Podzamek, Droszków i Jaszkowa Dolna (bez przysiółka Jaszkówka) ze zniesionej gminy Kłodzko w tymże powiecie. Dla gromady ustalono 27 członków gromadzkiej rady narodowej.
Gromada przetrwała do końca 1972 roku, czyli do kolejnej reformy gminnej.